# NGC 2126
NGC 2126 est un amas ouvert, situé dans la constellation du Cocher. Il a été découvert par l'astronome germano-britannique William Herschel en 1787.
NGC 2126 est situé à environ 1 200 pc (∼3 910 al) du système solaire et les dernières estimations donnent un âge de 1,26 milliard d'années. La taille apparente de l'amas est de 6,0 minutes d'arc, ce qui, compte tenu de la distance, donne une taille réelle maximale d'environ 6,8 années-lumière. 
Selon la classification des amas ouverts de Robert Trumpler, cet amas renferme moins de 50 étoiles (lettre p) dont la concentration est moyenne (II) et dont les magnitudes se répartissent sur un petit intervalle (le chiffre 1). 